# Samuel Griswold
Samuel Griswold (* 27. Dezember 1790 in Burlington (Connecticut); † 14. September 1867 in Clinton (Georgia)) war ein amerikanischer Industriepionier in den 1820ern in Georgia. Er war der Gründer des Dorfes Griswoldville, ein Industriestandort.

## Leben
Griswold zog mit seiner Familie 1818 nach Clinton, Georgia, in der Nähe des heutigen Grey (Georgia).
In Georgia gründete er 1830 eine erfolgreiche Egreniermaschinen-Fabrik, die schnell zum größten Produzenten von Egreniermaschinen in den USA wurde. Einer seiner Kollegen war Daniel Pratt, der später nach Alabama zog und ein bedeutender Industrieller und Gründer von Prattville (Alabama) wurde. Griswolds Dorf Griswoldville war ein Industriestandort mit einer Egreniermaschinen-Fabrik, einer Seifen- und Talgfabrik, einer Kerzenfabrik, einer Säge- und Getreidemühle, einer Post und einer konfessionslosen Kirche.
Bei Ausbruch des Amerikanischen Bürgerkriegs wurde die Griswold Egreniermaschinen-Fabrik an die Konföderierte Regierung verpachtet und auf Geheiß des Gouverneurs von Georgia, Joseph E. Brown, für die Herstellung von Pistolen und Munition umgerüstet. In Griswoldville gab es auch eine Stellungskommission der Südstaatentruppen. Der in Griswoldville produzierte Revolver wurde zuerst Griswold und Grier Revolver genannt, später Griswold Gunnison, nach Arvin Nye Gunnison, Griswolds Geschäftspartner. Die Griswold Gunnison Revolver sind Kopien des Colt 1851 Marinerevolvers und wurden wegen des Mangels an Stahl im Süden mit einem unverwechselbaren Messingrahmen versehen. Typisch für den Griswold ist auch ein Zylinder aus gedrehtem Eisen anstelle von Stahl. Griswoldville wurde am 20. November 1864 von Kapitän Frederick S. Ladd und seinen Männern des 9. Michigan Volunteer Cavalry Regiments zerstört. Die Schlacht von Griswoldville war die erste Schlacht von Shermans Marsch zum Meer.
Nach dem Bürgerkrieg verkaufte Griswold einen Teil seines Vermögens und zog sich zurück. Er starb am 14. September 1867 und ist auf dem Friedhof in Clinton begraben.

## In der Popkultur
Cullen Bohannon, ein Veteran der Konföderierten Armee und Protagonist von AMCs Hell on Wheels, trägt einen Griswold-Revolver. Diese Tatsache wird in der Pilotfolge erwähnt und ist ein Thema in mehreren Episoden (z. B. Staffel 3, Episode 6), in denen die charakteristische Waffe verwendet, gezeigt oder erwähnt wird.

## Referenzen
- Bragg, William H., Griswoldville
- Williams, Carolyn, History of Jones County Georgia: For One Hundred Years, Specifically 1807–1907